# Jacques Poos

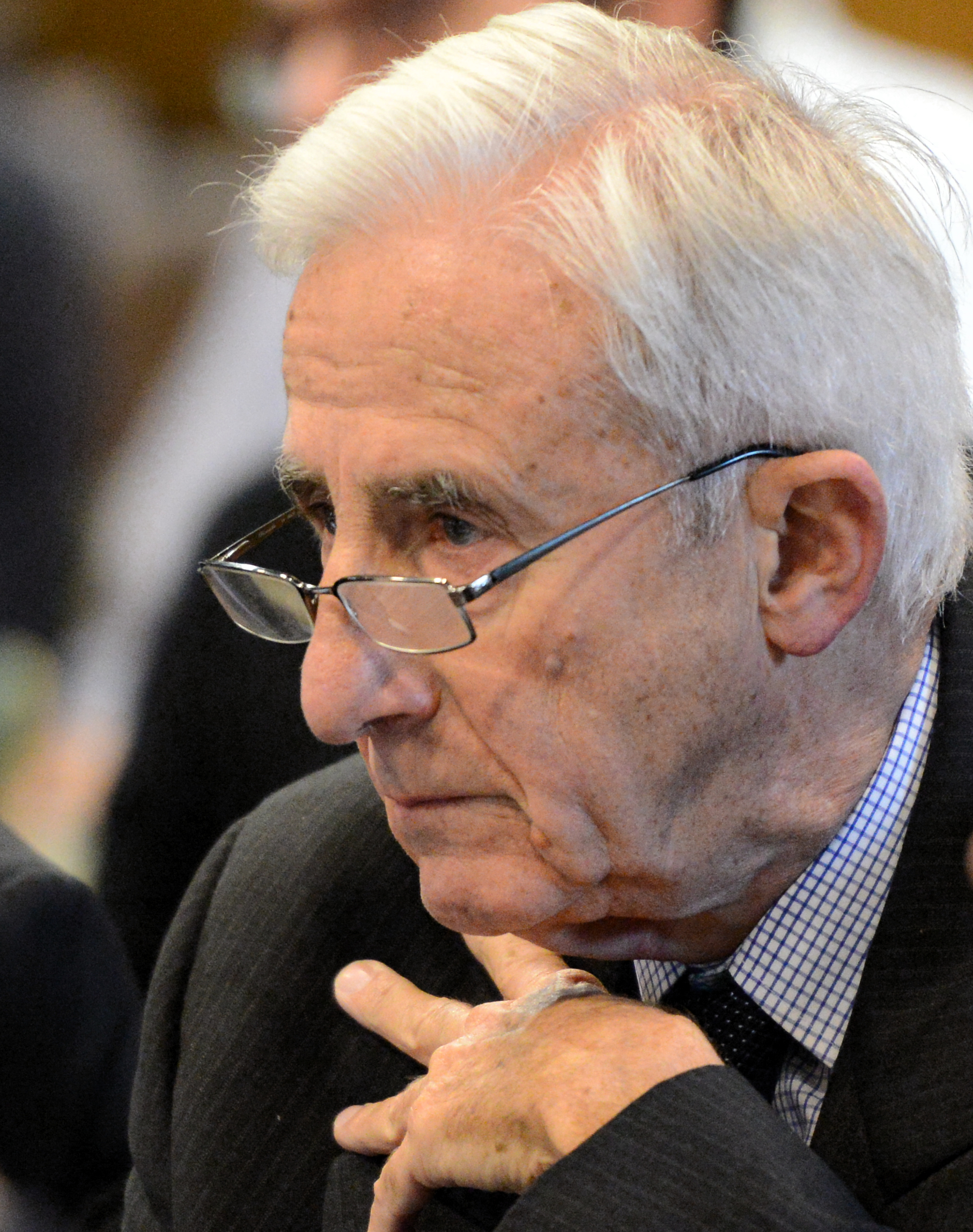
Jacques Poos

Jacques Poos (Luxemburg-Stad, 3 juni 1935 – 19 februari 2022) was een Luxemburgs politicus.

## Opleiding en carrière
Poos studeerde na zijn middelbareschoolopleiding economie in Lausanne. In 1961 promoveerde hij tot doctor in de economie. Hij trad in staatsdienst en werkte op het ministerie van Economische Zaken. Hierna werkte hij (1962-1964) als statisticus bij Statec (Service d'Etudes et des Statistiques du Luxembourg).
Poos was van 1964 tot 1976 directeur van de op een na grootse Luxemburgse (sociaaldemocratische) krant Tageblatt.
Poos is lid van de sociaaldemocratische Lëtzebuerger Sozialistesch Aarbechterpartei (Luxemburgse Socialistische Arbeiderspartij). Van 21 juli 1976 tot 16 juli 1979 was hij minister van Financiën in het DP/LSAP-kabinet-Thorn.
Van 1976 tot 1979 was hij ook gouverneur van de Wereldbank, het Internationaal Monetair Fonds en de Europese Investeringsbank. Van 1980 tot 1982 was hij lid van de directie van de Banque continentale du Luxembourg (Continentale Bank van Luxemburg) en van 1982 tot 1984 was hij lid van de directie van Paribas.

## Vicepremier en minister van Buitenlandse Zaken
Poos keerde in 1984 in de politiek terug. Hij was betrokken bij de vorming van het kabinet-Santer-Poos, een coalitie van Jacques Santers Chrëschtlech Sozial Vollekspartei (Christelijk Sociale Volkspartij) en Poos' eigen LSAP. In het nieuwe kabinet-Santer-Poos werd Poos vicepremier, minister van Buitenlandse Zaken, Buitenlandse Handel en Coöperatie (20 juli 1984). Van 20 juli 1984 tot 14 juli 1989 was hij tevens minister van Wetenschap, Middenstand en Begrotingszaken en van 14 juli 1989 tot 9 december 1992 was hij ook minister van het Leger.
Van 26 januari 1995 tot 7 augustus 1999 was hij vicepremier, minister van Buitenlandse Zaken, Buitenlandse Handel en Coöperatie in het kabinet-Juncker-Poos (CSV/LSAP).

## Europees politicus
De pro-Europese Poos werd bij de Europese verkiezingen van 13 juni 1999 als een van de twee socialistische kandidaten (de andere was Robert Goebbels) namens Luxemburg in het Europees Parlement gekozen. In 2004 trok hij zich uit de actieve politiek terug.